# Bjørnøen
Bjørnøen — государственная компания, владеющая землями и постройками на острове Медвежий (норв. Bjørnøya) полярного архипелага Шпицберген. Является подразделением компании «Kings Bay». Присутствие компании на архипелаге носит формальный характер. Норвежский Метеоинститут арендует у компании землю для своей метеостанции. 
Компания была основана 3 июня 1918 года с целью разработок угольных месторождений острова Медвежий. В 1932 году компания была национализирована, а в 1967 году перешла под управление компании «Kings Bay».
В настоящее время «Bjørnøen» управляется советом директоров «Kings Bay». Компания курирует научную деятельность на острове, который с 16 августа 2002 года имеет статус заповедника.